# رابطة سداسية

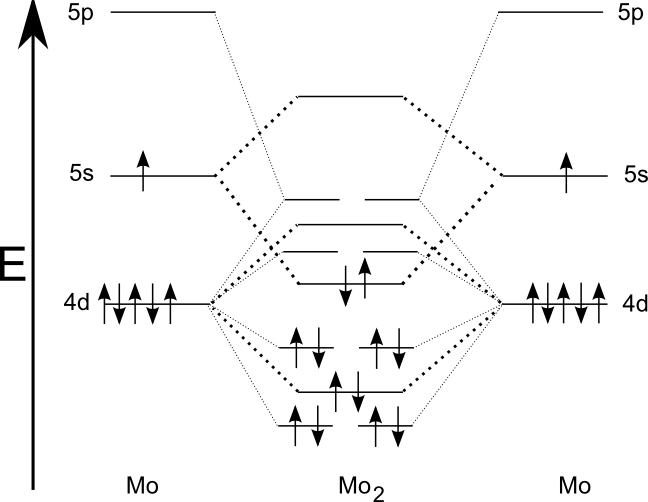
مخطط المدارات الجزيئية لثنائي الموليبدنوم.

الرابطة السداسية في الكيمياء، هي نوع من أنواع الرابطة التساهمية، والتي تتضمن اشتراك اثني عشر إلكتروناً في تشكيل الرابطة، بحيث تكون رتبة الرابطة لها مقدار 6.
إن الجزيئات الوحيدة الحاوية على رابطة سداسية هو ثنائي الموليبدينوم Mo2، وثنائي التنغستن W2. هناك الكثير من الدلائل التي تشير إلى أنه لا يوجد أي عنصر في الجدول الدوري دون العدد الذري 100 قادر على تشكيل الرابطة السداسية غير العنصرين المذكورين. على الرغم من وجود عناصر كيميائية لها قدرة على الارتباط الثنائي مثل الكروم Cr2 واليورانيوم U2، إلا أن الحسابات النظرية بينت أن رتبة الرابطة أقل أو تساوي 5.

## هوامش